# Еш Гвуль

Демонстрация «Еш гвуль» перед военной тюрьмой в 1983 году в ходе Ливанской войны

Еш Гвуль (ивр. יֵשׁ גְּבוּל‎, название организации возможно перевести как «есть граница» или «есть предел») — израильская общественная организация, основанная ветеранами Армии Обороны Израиля (АОИ) в 1982 году во время Ливанской войны. Организация выступает против оккупации Израилем Западного Берега реки Иордан и Газы, поддерживает морально, материально и юридически израильских военнослужащих, отказывающихся служить на оккупированных территориях, занимается юридическими преследованиями евреев, живущих за «зелёной линией».
Организация выступает за «селективный» отказ израильских военнослужащих от службы в армии, в зависимости от места службы. Члены организации не отказываются нести службу в пределах зелёной линии 1967 года, но отказываются служить на тех территориях, которые они считают оккупированными: Западного Берега реки Иордан и сектора Газа (до выхода оттуда израильских сил в 2005 году), и в Южном Ливане до вывода оттуда израильских войск в 2000 году.
Организация инициирует за пределами Израиля подачу уголовных исков против высокопоставленных офицеров ЦАХАЛа, которые по её мнению совершили военные преступления.

## История
Еш Гвуль была основана в 1982 году, когда группа солдат и офицеров, резервистов АОИ, отказались служить в Ливане во время израильского вторжения в эту страну. Согласно сайту Еш Гвуль, это происходило по мере того, как

… всё больше солдат осознавало, что эта военная кампания, с её кровопролитием и разрушениями, представляет собой акт голой и бесполезной агрессии, частью которой они быть не хотели.

Председатель организации майор Ишай Менухин пишет:

Двадцать лет назад [1982 год], когда я был впервые зачислен в израильскую армию в качестве десантника и офицера на срок в 4 с половиной года, я поклялся защищать Израиль и подчиняться моим командирам. Я был молодым, патриотом, возможно наивным и был уверен, что моя работа как солдата заключается в том, чтобы защищать мой дом и страну. Мне не приходило в голову, что меня могут использовать для того, чтобы осуществлять оккупацию или попросят сражаться в войнах, не являющихся необходимыми для обороны Израиля.

…

Мне пришлось пройти одну войну — Ливанскую войну, потерять убитыми многих друзей и прослужить некоторое время на оккупированных территориях, чтобы обнаружить, что мои предположения не были верны. В 1983 году я отказался принимать участие в оккупационных действиях и провёл 35 дней в военной тюрьме за свой отказ.

Оригинальный текст (англ.)Twenty years ago, when I was first inducted into the Israeli Army, to serve as a paratrooper and officer for four and a half years, I took an oath to defend Israel and obey my commanders. I was young, a patriot, probably naive, and sure that as a soldier my job was to defend my home and country. It did not occur to me that I might be used to carry out an occupation or asked to fight in military engagements that are not essential for the defense of Israel.

…

It took me one war  the Lebanon war  many dead friends, and some periods of service in the occupied territories to find that my assumptions were wrong. In 1983, I refused to serve in acts of occupation, and I spent 35 days in military prison for my refusal.

В 1982 году 168 отказавшихся от службы были заключены в военную тюрьму, некоторые по нескольку раз. «Еш гвуль» утверждает, что число отказывающихся служить в Ливане было гораздо больше, однако их большое число сдерживало армию от ареста и мер наказания по отношению ко всем из них.
События первой интифады во второй половине 80-х годов вновь побудили многих отказаться от службы на «оккупированных территориях». Около 200 человек попало за это в тюрьму. Сайт «Еш Гвуль» утверждает, что и на этот раз реальное число отказавшихся служить было гораздо больше, и что нем немалое количество из них составляли боевые офицеры.

## Принципы
По мнению председателя организации Ишая Менухина, «гражданин демократического государства должен быть привержен демократическим ценностям и принимать ответственность за свои действия. Лишение людей права на равенство и свободу и содержание их в оккупации являются антидемократическим действием по определению».
Эти принципы заставляли его и некоторых других людей отказываться от службы на оккупированных территория Западного Берега и Газы, где, по его мнению, «палестинцы на протяжении десятилетий жили в условиях оккупации и бесправия».

## Деятельность
Движение оказывает материальную, моральную и информационную поддержку солдатам, отказывающимся служить на оккупированных территориях, а также их семьям. «Еш гвуль» распространяет информацию о солдатах, отказывающихся служить. Многие из таких солдат «передаются на попечение» пацифистским группам за границей, которые оказывают им финансовую и моральную поддержку и проводят акции протеста перед зарубежными представительствами Израиля, а также оказывают давление на местных политиков с целью добиться от них осуждения действий Израиля.
Также, движение проводит демонстрации у военных тюрем и демонстрации в поддержку прав палестинцев и «против оккупации».
Организация инициирует за пределами Израиля подачу уголовных исков против высокопоставленных офицеров ЦАХАЛа, которые по её мнению совершили военные преступления, но которых нет возможности подвергнуть суду в Израиле. В частности, организация инициировала в Великобритании расследование против генерала Дорона Альмога, командовавшего израильскими войсками в Газе в 2000—2003 гг. 11 сентября 2005 года генерал избежал ареста в Лондоне, отказавшись спуститься с самолёта после того, как его предупредили по телефону о том, что в здании аэропорта его ждут офицеры полиции с целью его ареста. Были поданы судебные иски и против многих других высокопоставленных офицеров, которые опасаются посещать ряд зарубежных стран, боясь быть арестованными за «военные преступления».

### Последствия
Подобная деятельность «Еш гвуль» и её союзников за границей вызвала напряжённость во взаимоотношениях между Израилем и Великобританией. После того, как поездку в Великобританию отменили бывший министр иностранных дел и лидер оппозиции Ципи Ливни и военные делегации Израиля, британские официальные лица начали искать выход из юридического казуса, а премьер-министр Великобритании лично пригласил Ливни посетить его страну.
Ливни, в свою очередь, заявила, что «английское законодательство следует менять не ради неё, а ради всех солдат, командиров и министров всех стран мира, воюющих с террором».
 После того, как в ноябре 2010 года визит в Англию отменил министр по делам разведки и вице-премьер Израиля Дан Меридор, израильское правительство заявило, что «стратегическое сотрудничество между двумя государствами не начнётся до тех пор, пока Великобритания не внесёт необходимые изменения в своё законодательство».
В декабре 2010 года британские власти приступили к процедуре изменения закона об аресте лиц, подозреваемых в военных преступлениях.